# Đan Trường
Phạm Đan Trường (n. Ho Chi Minh; 29 de noviembre de 1976) es un cantante y actor vietnamita. Intérprete de música pop, experto en su estilo de bailar, dentro de la música popular de su país de origen. 
Se hizo famoso desde 1997, año en que por primera vez inició su carrera dentro del campo musical y actoral.
Se casó con Trịnh Thủy Tiên, una empresaria estadounidense vietnamita (nacida en 1986), el 20 de abril de 2013, a las Cinco Llagas de una Iglesia Nacional Portuguesa en San José, California, Estados Unidos.

## Discografía

### Álbum de estudio
- Vol. 1 - Album nhạc tuyển Đan Trường (1999)
- Vol. 2 - Đi về nơi xa (1999)
- Vol. 3 - Bóng dáng thiên thần (2000)
- Vol. 4 - Best Collection (2000)
- Vol. 5 - The Best of Đan Trường (2001)
- Vol.6 - Lời ru tình (2001)
- Vol.7 - Best Collection (2002)
- Vol.8 - Trái tim bình yên - Dòng sông băng (2002)
- Vol.9 - Giấc mơ màu xanh (2003)
- Vol.10 - The Best of Đan Trường - Đánh mất giấc mơ (2003)
- Vol.11 - Đến một lúc nào đó (2004)
- Vol.12 - Bông hồng cài áo  (2005)
- Vol.13 - Anh phải làm sao (2005)
- Vol.14 - Thương thầm (2005)
- Vol.15 - Lời nguyện cầu tình yêu (2006)
- Vol.16 - Bài ca Mi Ya Hee (2006)
- Vol.17 - Đơn ca Đan Trường  - Anh vẫn đợi chờ (2007)
- Vol.17 - Song ca Đan Trường - Thập nhị mỹ nhân (2007)
- Vol.18 - Dây đủng đỉnh buồn (2008)
- Vol.19 - Thiên sứ tình yêu (2008)
- Vol.20 - Ngôi sao bay (2009)
- Vol.21 - Ướt lem chữ đời (2009)
- Vol.22 - Người Miền Tây (2010)
- Vol.23 - Thiên Đường Vắng (2010)
- Vol.24 - Lỡ duyên rồi (2011)
- Vol.25 - Tuyết mùa hè (2011)
- Vol.26 - Thư pháp (2012)
- Vol.27 - Người Hai Quê (2012)
- Vol.28 - Ngày và Đêm (2013)
- Vol.29 - Lục Tỉnh Miền Tây (2013)
- Vol 30 - Người Thay Thế (2014)

### Singles
- Trái tim bình yên (2002)
- Gửi lại mùa xuân (2002)
- Trương Chi Mỵ Nương (2004)
- Ở nơi đó em cười (2006)
- Một ngày đi qua - The Best of Lê Quang (2007)
- The Best of Remix (2007)
- Hùng thiêng Âu Lạc (2010)

## Filmografía
- Vua hóa cò
- Hoàng tử chăn lợn
- Võ lâm truyền kỳ
- Thứ ba học trò
- Nụ hôn đầu xuân
- Yêu anh! Em dám không?